# Lepisiota incisa
Lepisiota incisa är en myrart som först beskrevs av Auguste-Henri Forel 1913.  Lepisiota incisa ingår i släktet Lepisiota och familjen myror. Inga underarter finns listade i Catalogue of Life.